# Kanada i olympiska sommarspelen 1996
Kanada deltog i de olympiska sommarspelen 1996 med en trupp bestående av 303 deltagare, som tillsammans tog 22 medaljer.

## Basket
Damer
Gruppspel
| Lag       | Vinster | Förluster | Poäng |
| --------- | ------- | --------- | ----- |
| Brasilien | 5       | 0         | 10    |
| Ryssland  | 4       | 1         | 9     |
| Italien   | 3       | 2         | 8     |
| Japan     | 2       | 3         | 7     |
| Kina      | 1       | 4         | 6     |
| Kanada    | 0       | 5         | 5     |

|           | Brasilien | Ryssland | Italien | Japan  | Kina  | Kanada |
| --------- | --------- | -------- | ------- | ------ | ----- | ------ |
| Brasilien | -         | 82-68    | 75-73   | 100-80 | 83-98 | 69-56  |
| Ryssland  | 68-82     | -        | 75-70   | 73-63  | 94-78 | 68-49  |
| Italien   | 73-75     | 70-75    | -       | 66-52  | 62-53 | 59-54  |
| Japan     | 80-100    | 63-73    | 52-66   | -      | 75-72 | 95-85  |
| Kina      | 83-98     | 78-94    | 53-62   | 72-75  | -     | 61-49  |
| Kanada    | 56-69     | 49-68    | 54-59   | 85-95  | 49-61 | -      |

## Boxning
Lätt flugvikt
- Domenic Figliomeni
  - Första omgången — Förlorade mot Beibis Mendoza (Colombia) på poäng (1-12)

Bantamvikt
- Claude Lambert
  - Första omgången — Förlorade mot Vichairachanon Khadpo (Thailand) på poäng (2-12)

Fjädervikt
- Casey Patton
  - Första omgången — Förlorade mot Phillip Ndou (Sydafrika)

Lättvikt
- Michael Strange
  - Första omgången — Besegrade Francisco Martínez Ruíz (Mexiko), 15-1
  - Andra omgången — Besegrade Mekhak Ghazaryan (Armenien), 16-7
  - Kvartsfinal — Förlorade mot Tontcho Tontchev (Bulgarien), 10-16

Lätt weltervikt
- Phillip Boudreault
  - Första omgången — Besegrade Haji Matumla (Tanzania), 16-12
  - Andra omgången — Förlorade mot Eduard Zakharov (Russia), 9-11

Weltervikt
- Hercules Kyvelos
  - Första omgången — Förlorade mot Kamel Chater (Tunisien), 4-4 vann med tie break

Lätt mellanvikt
- Nick Farrell
  - Första omgången — Förlorade mot Jermachan Ibraimov (Kazakstan), 4-15

Mellanvikt
- Randall Thompson
  - Första omgången — Förlorade mot Brian Magee (Irland), 5-13

Lätt tungvikt
- Troy Amos-Ross
  - Första omgången — Besegrade Roland Raforme (Seychellerna), knock-out
  - Andra omgången — Besegrade Paul Mbongo (Kamerun), 7-3
  - Kvartsfinal — Förlorade mot Vasilij Dzjirov (Kazakstan), 8-14

Tungvikt
- David Defiagbon →  Silver
  - Första omgången — Bye
  - Andra omgången — Besegrade Ahmed Omar (Kenya), 15-4
  - Kvartsfinal — Besegrade Christophe Mendy (Frankrike)
  - Semifinal — Besegrade Nate Jones (USA), 16-10
  - Final — Förlorade mot Félix Savón (Kuba), 2-20

Supertungvikt
- Jean-François Bergeron
  - Första omgången — Bye
  - Andra omgången — Förlorade mot Attila Levin (Sverige)

## Bågskytte
Herrarnas individuella
- Jeannot Robitaille - 32-delsfinal, 37:e plats (0-1)
- Rob Rusnov - 32-delsfinal, 38:e plats (0-1)
- Kevin Sally - 32-delsfinal, 49:e plats (0-1)

Herrarnas lagtävling
- Robitaille, Rusnov och Sally - åttondelsfinal, 15:e plats (0-1)

## Cykling

### Landsväg
Herrarnas tempolopp
- Eric Wolhberg
  - Final — 1:10:36 (→ 26:e plats)

Damernas linjelopp
- Clara Hughes
  - Final — 02:36:44 (→  Brons)

- Susan Palmer
  - Final — 02:37:06 (→ 10:e plats)

- Linda Jackson
  - Final — fullföljde inte (→ ingen notering)

Damernas tempolopp
- Clara Hughes
  - Final — 37:13 (→  Brons)

- Linda Jackson
  - Final — 38:50 (→ 9:e plats)

### Bana
Herrarnas poänglopp
- Brian Walton
  - Final — 29 poäng (→  Silver)

### Mountainbike
Herrarnas terränglopp
- Warren Sallenback
  - Final — 2:29:57 (→ 13:e plats)

- Andreas Hestler
  - Final — 2:46:45 (→ 31:e plats)

Damernas terränglopp
- Alison Sydor
  - Final — 1:51,58 (→  Silver)

- Lesley Tomlinson
  - Final — 2:01,04 (→ 13:e plats)

## Friidrott
Herrarnas 100 meter
- Donovan Bailey
  - Heat — 10,24
  - Kvartsfinal — 10,05
  - Semifinal — 10.00
  - Final — 9,84 (→  Guld och världsrekord)

- Bruny Surin
  - Heat — 10,18
  - Kvartsfinal — 10,13
  - Semifinal — 10,13 (→ gick inte vidare)

Herrarnas 200 meter
- O'Brian Gibbons
  - Heat — 20.79
  - Kvartsfinal — startade inte (→ gick inte vidare)

- Peter Ogilvie
  - Heat — 22.00 (→ gick inte vidare)

- Carlton Chambers
  - Heat — 21.32 (→ gick inte vidare)

Herrarnas 1 500 meter
- Graham Hood
  - Heat — did not finish (→ gick inte vidare)

Herrarnas 10 000 meter
- Jeff Schiebler
  - Heat — 29:47.79 (→ gick inte vidare)

Herrarnas maraton
- Peter Fonseca
  - Final — 2:17,28 (→ 21:e plats)

- Carey Nelson
  - Final — 2:19,39 (→ 35:e plats)

Herrarnas 110 meter häck
- Tim Kroeker

Herrarnas 3 000 meter hinder
- Joël Bourgeois
  - Heat — 8:28.14
  - Semifinal — 8:31,45 (→ gick inte vidare)

Herrarnas längdhopp
- Richard Duncan
  - Kval — 7,61m (→ gick inte vidare)

Herrarnas diskuskastning
- Jason Tunks
  - Kval — 55,58m (→ gick inte vidare)

Herrarnas höjdhopp
- Charles Lefrançois
  - Kval — 2,26m (→ gick inte vidare)

Herrarnas tiokamp
- Michael Smith
  - Final — 8271 poäng (→ 13:e plats)

Herrarnas 50 kilometer gång
- Tim Berrett — 3:51:28 (→ 10:e plats)

Damernas 400 meter häck
- Rosey Edeh
  - Kval — 55,64
  - Semifinal — 54,49
  - Final — 54,39 (→ 6:e plats)

Damernas längdhopp
- Nicole Devonish
  - Kval — 5.74m (→ gick inte vidare)

Damernas sjukamp
- Catherine Bond-Mills
  - Final — 5235 poäng (→ 25:e plats)

Damernas maraton
- Danuta Bartoszek — 2:37,06 (→ 32:e plats)
- May Allison — 2:44,38 (→ 52:e plats)

Damernas 10 kilometer gång
- Janice McCaffrey — 45:47 (→ 25:e plats)

- Tina Poitras — 46:51 (→ 32:e plats)

## Fäktning
Herrarnas värja
- Jean-Marc Chouinard
- Danek Nowosielski
- James Ransom

Herrarnas värja, lag
- Jean-Marc Chouinard, Danek Nowosielski, James Ransom

Herrarnas sabel
- Jean-Paul Banos
- Tony Plourde
- Jean-Marie Banos

Herrarnas sabel, lag
- Jean-Marie Banos, Jean-Paul Banos, Tony Plourde, Evens Gravel

## Judo
Herrarnas extra lättvikt (-60 kg)
- Ewan Beaton

Herrarnas halv lättvikt (-65 kg)
- Taro Tan

Herrarnas halv mellanvikt (-78 kg)
- Colin Morgan

Herrarnas mellanvikt (-86 kg)
- Nicolas Gill

Herrarnas halv tungvikt (-95 kg)
- Keith Morgan

Damernas extra lättvikt (-48 kg)
- Carolyne Lepage

Damernas halv lättvikt (-52 kg)
- Nathalie Gosselin

Damernas lättvikt (-56 kg)
- Marie-Josée Morneau

Damernas halv mellanvikt (-61 kg)
- Michelle Buckingham

Damernas halv tungvikt (-72 kg)
- Niki Jenkins

Damernas tungvikt (+72 kg)
- Nancy Filteau

## Simhopp
Herrarnas 3 m
- Philippe Comtois
  - Kval  — 357,75
  - Semifinal — 193,53 (→ gick inte vidare, 16:e plats)
- David Bédard
  - Kval  — 342,33 (→ gick inte vidare, 19:e plats)

Damernas 3 m
- Annie Pelletier
  - Kval  — 236,58
  - Semifinal — 218,76
  - final — 290,88 (→  Brons)
- Eryn Bulmer
  - Kval  — 226,74 (→ gick inte vidare, 21:a plats)

Damernas 10 m
- Paige Gordon
  - Kval  — 242,13 (→ gick inte vidare, 21:a plats)
- Anne Montminy
  - Kval  — 229,32 (→ gick inte vidare, 24:e plats)

## Softboll
Grundomgång
| Lag              | S | V | O | F | GM | IM | MS  | P  |
| ---------------- | - | - | - | - | -- | -- | --- | -- |
| USA              | 7 | 6 | 0 | 1 | 37 | 7  | +30 | 12 |
| Kina             | 7 | 5 | 0 | 2 | 29 | 7  | +22 | 10 |
| Australien       | 7 | 5 | 0 | 2 | 22 | 11 | +11 | 10 |
| Japan            | 7 | 5 | 0 | 2 | 24 | 18 | +6  | 10 |
| Kanada           | 7 | 3 | 0 | 4 | 15 | 17 | −2  | 6  |
| Kinesiska Taipei | 7 | 2 | 0 | 5 | 19 | 19 | 0   | 4  |
| Nederländerna    | 7 | 1 | 0 | 6 | 4  | 32 | −28 | 2  |
| Puerto Rico      | 7 | 1 | 0 | 6 | 5  | 44 | −39 | 2  |

## Tennis
Herrdubbel
- Grant Connell och Daniel Nestor
  - Första omgången — Besegrade Ján Krošlák och Karol Kučera (Slovakien) 6-3, 6-3
  - Andra omgången — Förlorade mot Neil Broad och Tim Henman (Storbritannien) 6-7, 6-4, 4-6

Damsingel
- Patricia Hy-Boulais
  - Första omgången — Besegrade Rita Grande (Italien) 6-4 6-4
  - Andra omgången — Förlorade mot Monica Seles (USA) 3-6 2-6